# 塞纳河畔马尔奈
塞纳河畔马尔奈（法語：Marnay-sur-Seine，法語發音：[maʁnɛ syʁ sɛn]）是法国奥布省的一个市镇，位于该省西北部，属于塞纳河畔诺让区。

## 地理
塞纳河畔马尔奈（48°30'45"N, 3°33'31"E）面积10.1 平方千米，位于法国大東部大區奥布省，该省份为法国中北部省份，北起马恩省，西接塞纳-马恩省，西南至约讷省，东南至科多尔省，东临上马恩省。
与塞纳河畔马尔奈接壤的市镇（或旧市镇、城区）包括：巴尔比斯、塞纳河畔诺让、塞纳河桥村、圣欧班、拉索尔索特。

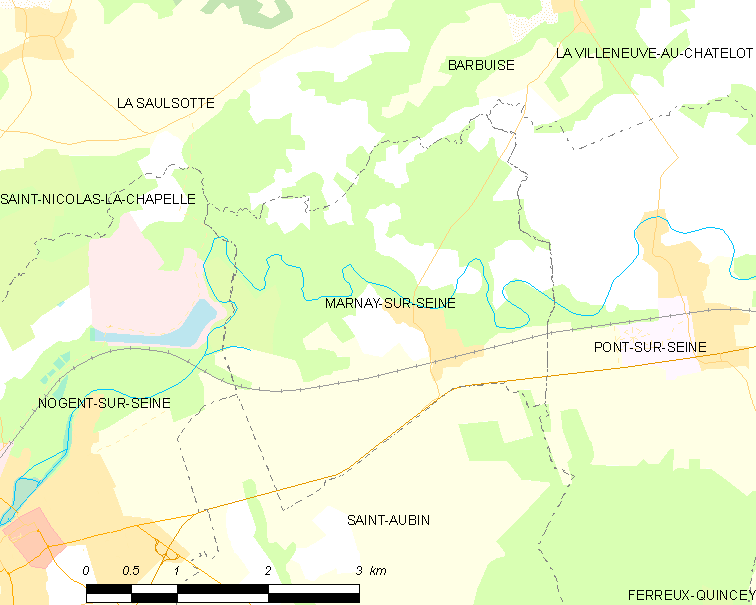
塞纳河畔马尔奈的OSM定位图

塞纳河畔马尔奈的时区为UTC+01:00、UTC+02:00（夏令时）。

## 行政
塞纳河畔马尔奈的邮政编码为10400，INSEE市镇编码为10225。

## 政治
塞纳河畔马尔奈所属的省级选区为塞纳河畔诺让县。

## 人口

1962-2008年间塞纳河畔马尔奈人口变化图示

塞纳河畔马尔奈于2022年1月1日时的人口数量为235人。